# Komturzy ragnetyńscy
Jest to chronologiczna lista komturów zakonu krzyżackiego sprawujących władzę w regionie Ragnety od powstania komturstwa do roku 1307.
Komturzy ragnetyńscy:
- Bertold Bruhaven 1289
- Ernko 1290
- Konrad Stange 1291–1293
- Ludwik von Liebenzell 1294–1300
- Wolrad von Lödla 1302–1307
- Albert von Oer 1325–1327
- Wigand von Baldersheim ok. 1383